# Euphractinae
Sous-famille
Euphractinae est une sous-famille de tatous appartenant à la famille des Chlamyphoridae. Cette sous-famille comporte 5 genres et 7 espèces.

## Liste desgenresetespèces
Selon Mammal Species of the World (version 3, 2005)  (1 mars 2012) :
- genre Calyptophractus (Fitzinger, 1871).
  - Calyptophractus retusus (Burmeister, 1863).
- genre Chaetophractus (Fitzinger, 1871).
  - Chaetophractus nationi (Thomas, 1894) — Tatou des Andes.
  - Chaetophractus vellerosus (Gray, 1865) — Petit tatou velu.
  - Chaetophractus villosus (Desmarest, 1804) — Grand tatou velu.
- genre Chlamyphorus (Harlan, 1825).
  - Chlamyphorus truncatus (Harlan, 1825) — Chlamydophore tronqué.
- genre Euphractus (Wagler, 1830).
  - Euphractus sexcinctus (Linnaeus, 1758) — Tatou à six bandes.
- genre Zaedyus (Ameghino, 1889).
  - Zaedyus pichiy (Desmarest, 1804) — Pichi.